# Thomas Blumenthal (Gitarrist)
Thomas Blumenthal (* 29. Januar 1958 in Berlin) ist ein deutscher klassischer Gitarrist und Musikpädagoge.

## Leben
Blumenthal erhielt schon mit neun Jahren seinen ersten Gitarrenunterricht. Auf Grund seiner Begabung besuchte er von 1969 bis 1975 die Hanns-Eisler-Spezialschule für Musik Berlin. Im Anschluss studierte er bis 1980 in der Gitarrenklasse bei Barbara Richter an der Hochschule für Musik „Hanns Eisler“ Berlin. Er besuchte Kurse bei Narciso Yepes, Leo Brouwer, Alexander Frautschi, Vladimír Mikulka, Miguel Angel Girollet und  Flores Chaviano.
Er war erfolgreicher Teilnehmer an den internationalen Musikwettbewerben in Esztergom, Ungarn (1980) und in Markneukirchen (1981 und 1985).
In den Jahren von 1980 bis 1986 arbeitete er als Assistent an der Hochschule für Musik „Felix Mendelssohn Bartholdy“ Leipzig. Seit 1984 unterrichtet er als Gitarrenlehrer an der Berliner Musikschule Fanny Hensel und leitet seit 1995 den Fachbereich für Zupfinstrumente. Er ist Initiator von Musikfestivals und Gitarrenwettbewerben in Berlin. Mit dem Musikzentrum Berlin rief er die Reihe Neue Musik zum Hören und Mitmachen ins Leben. Gäste waren unter anderem die Komponisten  Hans Jürgen Wenzel, Jürgen Ganzer und Walter Thomas Heyn. Er konsultierte 1991 bei Reinbert Evers in Münster.
Blumenthal war Mitglied im Leipziger Consort und Gastspieler im Ensemble Avantgarde um den Pianisten Steffen Schleiermacher und im Ensemble Konfrontation des Philharmonischen Staatsorchesters Halle. 1992 war er Gründungsmitglied des Ensembles Sortisatio. Er spielt dort seitdem mit Solo-Musikern des MDR-Sinfonieorchesters erfolgreich zusammen. Bisher entstanden zwei CDs.
Als Solist und Kammermusiker konzertierte er im In- und Ausland, so in China, der Schweiz, Liechtenstein, Österreich, den Niederlanden und Polen. Er konzertierte bei bekannten Musikfestivals u. a. der Musik-Biennale Berlin, den Dresdner Tagen der  zeitgenössischen Musik und den Händel-Festspielen Halle. Er nahm zahlreiche Rundfunkproduktionen mit dem WDR und MDR auf und spielte unter Dirigenten wie Friedrich Goldmann und Roland Kluttig. Zahlreiche Uraufführungen wurden ihm zugetragen, so führte er Walter Thomas Heyns Konzert für Gitarre und Streichorchester bei den XXVIII. Hallischen Musiktagen urauf.
Mehrmals berief man Thomas Blumenthal als Juror bei nationalen und internationalen Musikwettbewerben u. a. an der Seite von Roberto Aussel, Frédéric Zigante, María Isabel Siewers und David Tanenbaum.

## Diskographie
- 1999: Thomas Buchholz: Eruption
- 2000: Liebsame Beschäftigung (Kreuzberg Records)
- 2001: Musik in Deutschland 1950–2000 (Red Seal)
- 2003: Groupe Lacroix: 8 Pieces on Paul Klee (Creative  Works Records)
- 2004: Ensemble Sortisatio (Querstand)
- 2009: Jean-Luc Darbellay: A Portrait (Claves Records)
- 2010: Thomas Buchholz: UNDEUTschLICHt – zyklen für ensembles (Kreuzberg Records)